# Cachaço (Brava)
Cachaço ist ein Dorf auf der Insel Brava, Kap Verde. Der Ort liegt im bergigen Inselinneren auf einer Höhe von 592 m, 4 km südlich der Inselhauptstadt Nova Sintra. 2010 hatte der Ort 228 Einwohner.  Cachaço ist nach Tantum die südlichste Siedlung in Kap Verde. Etwa 4 km südlich liegt der südlichste Punkt des Landes, Ponta Nhô Martinho.
Weitere Orte desselben Namens befinden sich auf Brava (Cachaço (São Nicolau)) und Porto Novo (Cachaço (Porto Novo)).